# یوره مارتیس
یوره مارتیس ((به لاتین: Jure matris))، اصطلاحی حقوقی به زبان لاتین که به معنای «به واسطه حق مادر (ش)» است که زمانی به کار می‌رفت که فرزند می‌توانست به واسطه حق مادر، عنوان نجیب‌زادگی دریافت کند؛ بدین ترتیب به مرد می‌گویند که یوره مارتیس حفظ و نگه داشته‌است. همچنین فرزند وارث می‌توانست مالک قانونی املاک و اموال مادرش شود. به‌عنوان مثال می‌توان به بالدوین سوم و ریچارد یکم انگلستان اشاره کرد که وبه واسطه حق مادرشان، توانستند به ترتیب پادشاه اورشلیم و دوک آکوتین شوند و حتی می توان به نرون اشاره کرد که بخاطر حق مادرش که به عنوان نوه بزرگ‌امپراتور و به عنوان خواهر، برادرزاده و همسر امپراتوران توانست پسرش را امپراتور روم کند.